# Boris Hilbert
Boris Hilbert (* 24. Juli 1976 in Ratzeburg) ist ein deutscher Theaterproduzent und Manager.

## Leben und Werdegang
Boris Hilbert wurde als Sohn eines Pfarrers geboren. Er verbrachte einen Teil seiner Kindheit im Internat Solling und machte das Abitur am Gymnasium Philippinum (Marburg). An der Royal Holloway, University of London studierte er Business Administration.
Erste Tournee-Erfahrungen sammelte Hilbert bereits während seiner Schulzeit: Als Bassist veröffentlichte er mit der Band The Dice, in der auch der Filmkomponist Andy Groll spielte, zwei Tonträger (Dawning Day bei 1MF Recordz/Sony Music Publishing, Maniac bei BSC Music/Rough Trade) und ging in Deutschland und Frankreich auf Tourneen. Als Studio-Bassist wirkte er mit 18 Jahren für den britischen Komponisten und Sänger Steve McEwan auf dessen Solo-Album (Arista Records, London). Gleichzeitig war er für die Promotion und Programmplanung eines Live-Clubs verantwortlich und vermarktete Gastspiele u. a. von Mark Spoon, Blümchen, Die Schröders. Im Rahmen dieser Tätigkeit wurde eine bekannte Hamburger Managementfirma auf Hilbert aufmerksam und warb ihn als Tourmanager ab.
1996 wechselte Hilbert zum Künstlermanagement AB Glanz Entertainment GmbH (Hamburg) und wurde Tourmanager, Booker und Presse-Promoter für die Künstlerin Blümchen (Jasmin Wagner) und andere Künstler des Unternehmens. Darüber hinaus war er in der Musikpromotion als freier Presse-Promoter tätig, u. a. für internationale Acts der Mercury Records.
1998 wurde er geschäftsführender Gründungsgesellschafter der internationalen Künstleragentur Booking Factory Hamburg Artists Agency GmbH (Hamburg), ein Joint Venture mit der H.H.A.M. Artist Management GmbH. Die Booking Factory führte u. a. Kid Creole & the Coconuts, Fun Factory und Heath Hunter in ihrem Angebot.
Parallel hierzu baute Boris Hilbert sein Einzelunternehmen BO Unterhaltungsproduktion e.K. auf (spätere Umbenennung in Hilbert Concerts). Als Agent und Live-Entertainment Produzent vermarktete Hilbert hierbei Künstler und Shows wie u. a. zeitweise Olivia Jones, die international tourende Show The Golden Spaceriders - Interplanetary 70's Disco Show oder The Divas aus London.
Boris Hilbert produzierte mit seinem Unternehmen Live-Entertainment für Unternehmen und Institutionen – u. a. für LOEWE Opta, Hewlett-Packard, Katjes, O2 Germany, Commerzbank oder die Europäische Zentralbank. Hierzu gehörte z. B. die Bühnenproduktion für die bundesweite Roadshow LOEWE World Experience - A Passage to all Senses, eine Kampagne, die international prämiert wurde. Auch für die Produktion der musikalischen Bühnenprogramme für die ersten Clubschiffe der AIDA-Flotte war das Unternehmen von Boris Hilbert über mehrere Jahre zuständig.
Von 2000 bis 2002 war Boris Hilbert darüber hinaus geschäftsführender Gesellschafter der EVENTURE WORLD Veranstaltungen GmbH (Hamburg), einer Projektgesellschaft zur Durchführung von Fundraising-Events in Hamburg. Hilbert wirkte für Inszenierungen der Live-Kommunikation auch als Konzeptioner und Berater; u. a. im Auftrag von Kommunikationsagenturen wie FCB (Foote Cone & Belding) und Unternehmen wie Schüco International oder LOEWE Opta.
Durch die Hamburger Behörde für Schule und Berufsbildung wurde Hilbert 2001 die fachliche Eignung zuerkannt zum Ausbilden im staatlich anerkannten Ausbildungsberuf Veranstaltungskaufmann/-frau. Er ist zudem der Entwickler eines Coaching-Programms für Künstler mit dem Titel Kunst kommt von Können - Erfolg auch!, das seit 2002 angeboten wurde. Als Gastkolumnist schrieb Boris Hilbert im Fachmagazin Event Partner.

## Wirken als Theaterproduzent
Seit 2006 forcierte Boris Hilbert seine Aktivitäten um internationale Tourneeproduktionen und die Arbeit als Theaterproduzent und Tournee Promoter. Der Name seines unverändert bestehenden Unternehmens wurde angepasst auf Hilbert Concerts, der Hauptsitz 2011 nach Berlin verlegt.
Seither hat Boris Hilbert diverse internationale Live-Entertainment-Produktionen produziert und diese europaweit als Tournee-Promoter veranstaltet. Das Unternehmen von Boris Hilbert präsentiert neben Eigenproduktionen zudem wechselnde prominente Fremdproduktionen.
2017 erfolgte die Gründung der Hilbert Productions GmbH am Kurfürstendamm (Berlin), die von Boris Hilbert als geschäftsführendem Gesellschafter geführt wird.
Zu den Theater-Eigenproduktionen von Boris Hilbert und seinen Unternehmen gehörten bisher u. a. Rent, Aida, Celtic Tap, Cirque Susuma, Berlin Cabaret.